# Glengarnock Castle
Glengarnock Castle ist eine Burgruine auf einer entlegenen, felsigen Landspitze über dem Fluss Garnock, etwa 3 km nördlich der Stadt Kilbirnie in der schottischen Council Area North Ayrshire. Es gibt keine Aufzeichnungen darüber, wann oder von wem die Burg errichtet wurde, aber die Erbauer dürften aus dem Clan Cunningham (oder Cunninghame) stammen oder von den Riddels, die ihnen vorangingen. Das Baronat Glengarnock ist eines der drei Baronate, die die Gemeinde Kilbirnie bilden. Der Garnock durchfließt den gleichnamigen Ort etwa vier Kilometer südlich, aber die Bezeichnung „Glen Garnock“ trifft genau auf den Tobel an der Burgruine zu.
Die Ruinen wurden 1841 auf Veranlassung von William Cochran Patrick of Ladyland stabilisiert, nachdem sie bei einem Sturm 1839 teilweise eingestürzt waren. Dobie berichtet, dass „(...) Fundamente, wo sie unterspült waren, gesichert, verlorene Teile der Mauern abgetragen und von Grund auf restauriert wurden, wobei das Ganze sorgfältig mit Mörtel zusammengefügt wurde. Das Innere wurde von Abfall und Erde gereinigt, die sich in mehr als 100 Jahren seit der Aufgabe der Anlage und ihres Verfalls angesammelt hatte.“ Die Anlage verfällt weiter, aber ohne diese Sicherungsmaßnahmen wäre heute nur noch wenig erhalten.

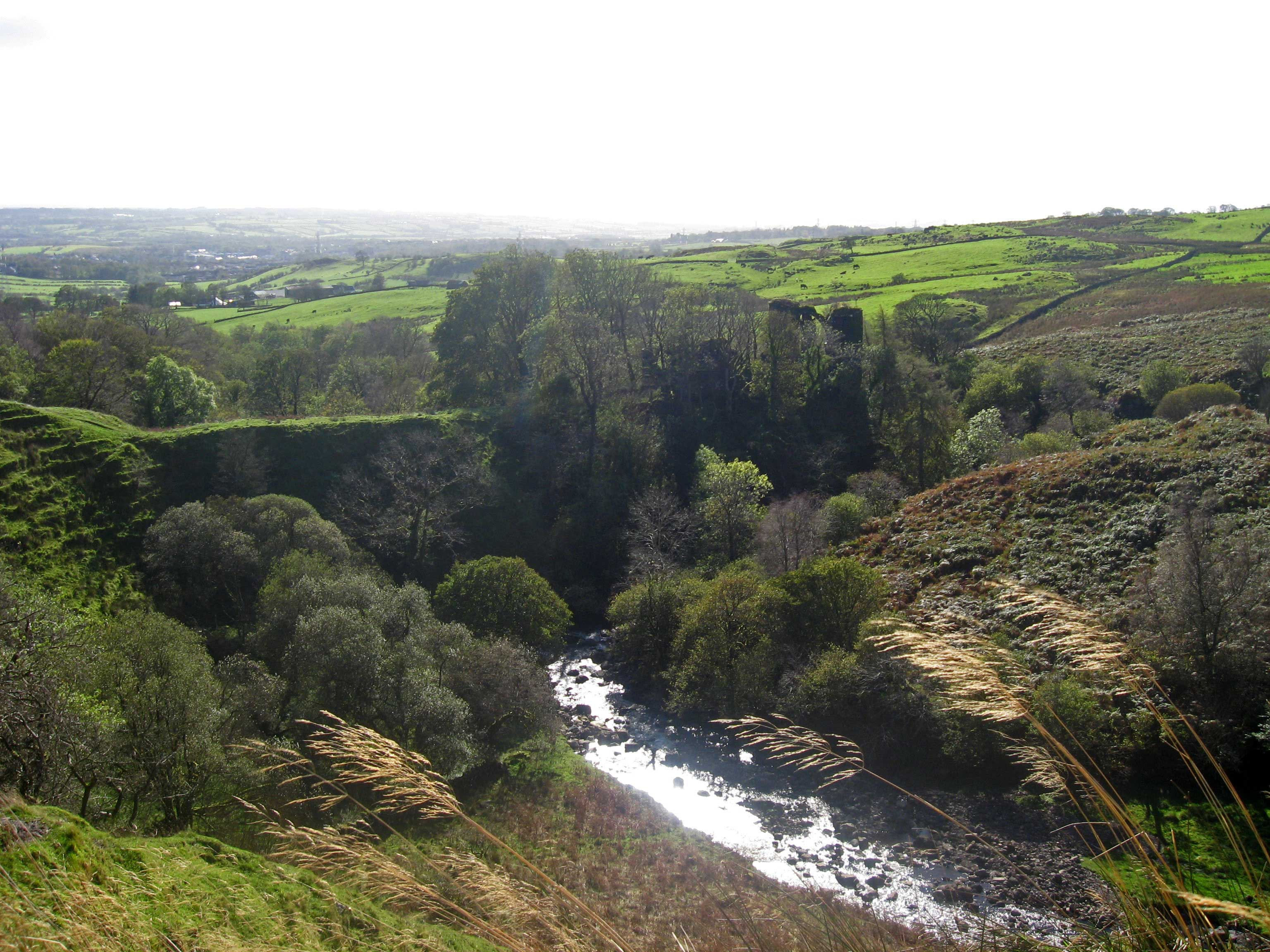
Die Burgruine steht auf einem schmalen Felsvorsprung hoch über dem Tobel des Garnock

## Geschichte
Im 12. und 13. Jahrhundert verwaltete die Familie De Morville, erbliche Große Konstabler von Schottland, die Ländereien für den König. Eine Burg könnte von ihnen an dieser Stelle gebaut worden sein, ein passender Ort in Bezug auf die Abtei, die sie in Kilwinning gegründet hatten. Das Baronat Glengarnock ging dann auf die Riddels und die Cunninghames über. Maria Stuart besuchte die Burg 1563. Sir James Cunningham ließ 1597 den Glengarnock Aisle in der Kilbirnie Auld Kirk errichten. Die Cunninghames hielten die Burg bis zum Anfang des 17. Jahrhunderts; im 18. Jahrhundert wurde sie aufgegeben. Der ehrenwerte Patrick Lindsay von Kilbirnie Castle kaufte Burg und Anwesen von Glengarnock 1677 von Richard Cunninghame, dem letzten der Cunninghames von Glengarnock. 1707 wurden beide Baronate, das von Glengarnock und das von Kilbirnie, im Baronat von Kilbirnie vereinigt, Kilbirnie Castle wurde der Hauptsitz.
William Dobie berichtet, dass Sir James Cunningham die „Ländereien von Glengarnock“ seinen Gläubigern übertrug und nach Irland ging, wo er 4800 Hektar Land bewirtschaftete, die ihm König Jakob VI. verlehnt hatte. Das Anwesen verkauften die Gläubiger an den Cunningham von Robertland Castle, aber dessen Sohn konnte die Ländereien nicht halten; Adam Watt, Angestellter des Signet, erwarb sie und verkaufte sie 1630 an den Gatten der Erbin von Kilbirnie Castle, den ehrenwerten Patrick Lindsay.

## Beschreibung

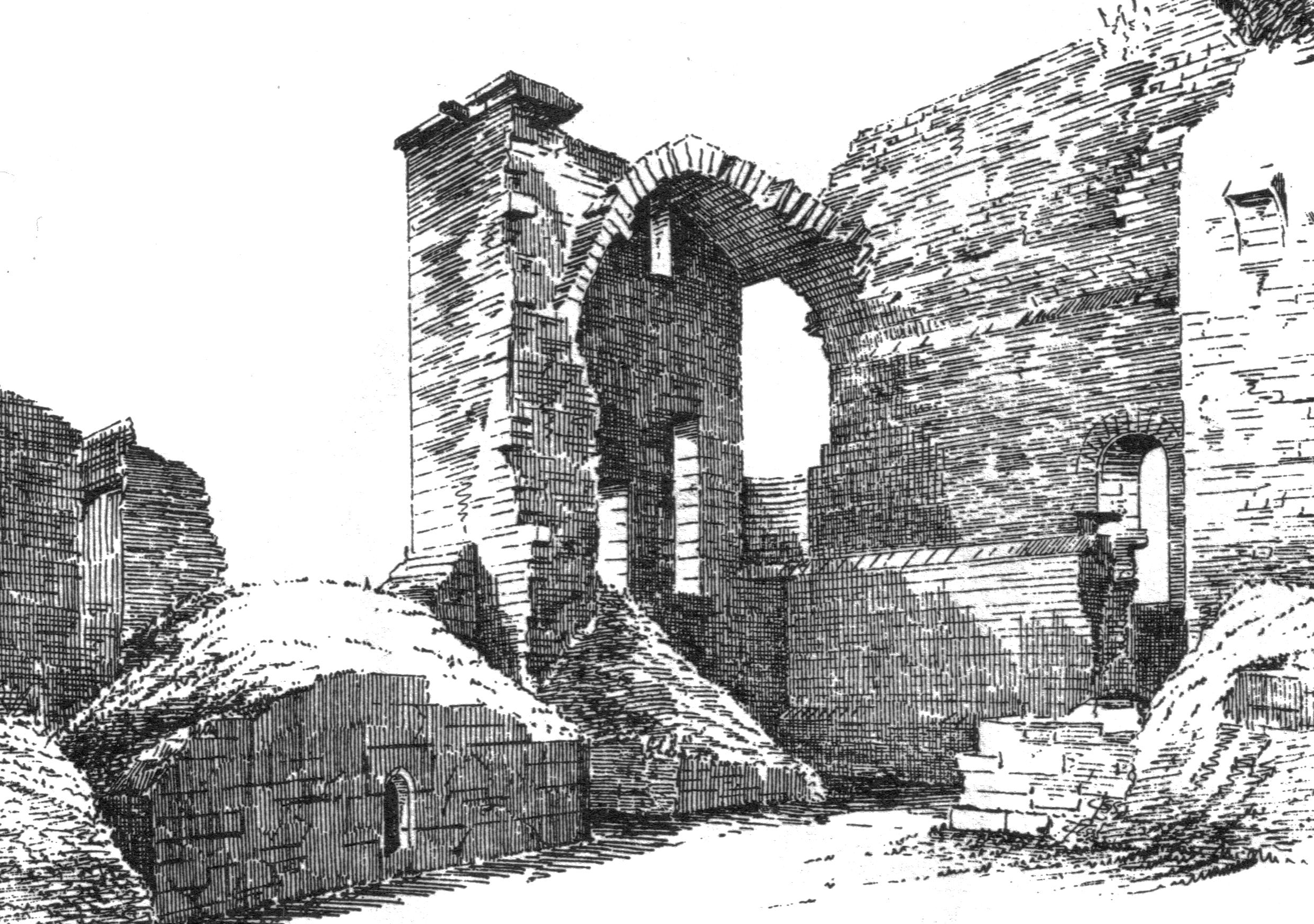
Glengarnock Castle um 1887–1892.

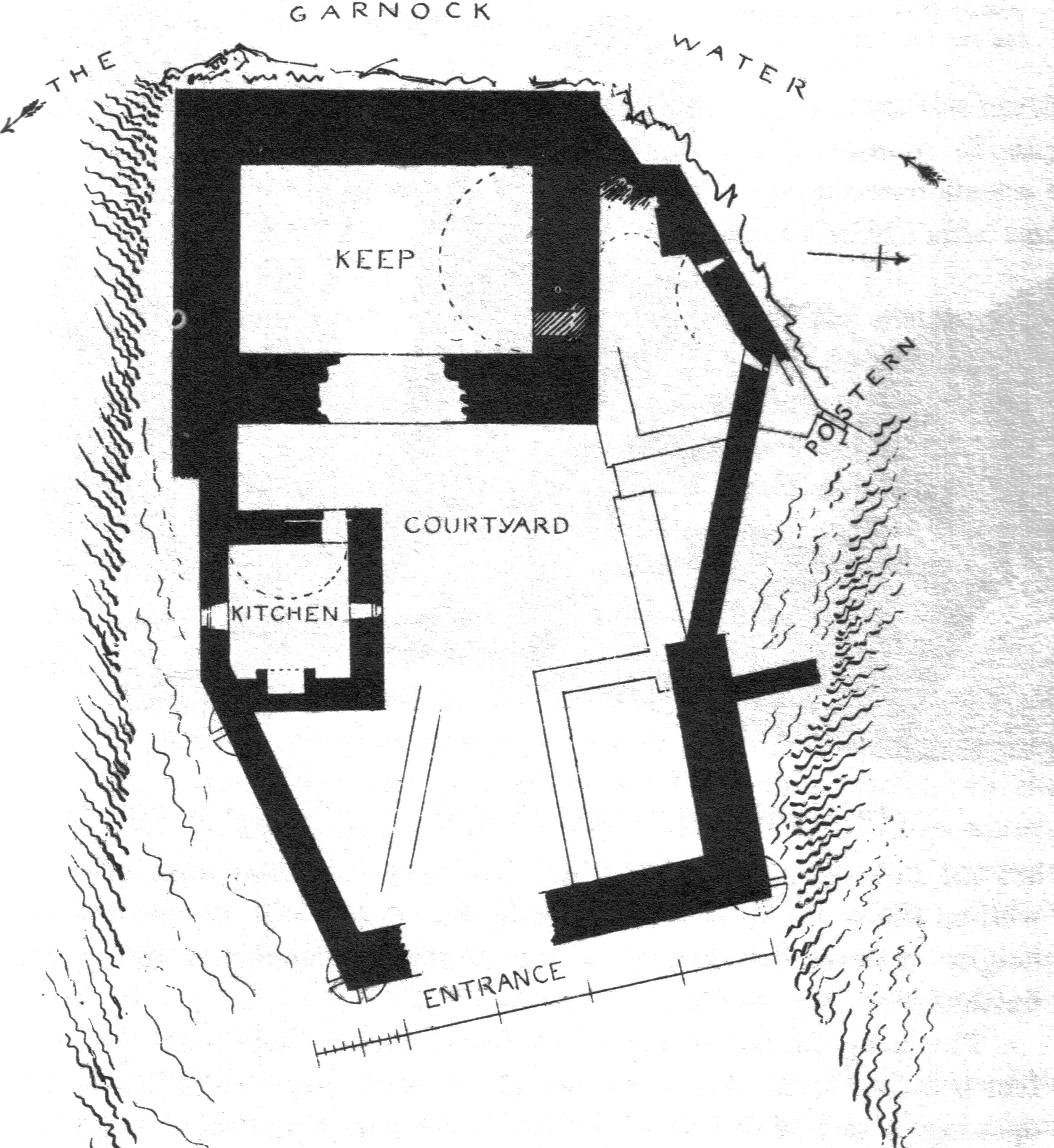
Grundriss von Glengarnock Castle.

Die Burg ist ein Beispiel für einen Donjon mit angeschlossenem Burghof und stammt aus der Zeit zwischen 1400 und 1542; im Burghof finden sich zahlreiche jüngere Gebäude. Im New Statistical Account of Scotland von 1845 wird sie, wie folgt, beschrieben:

„Die Ruinen von Glengarnock Castle stehen auf einem hervorstehenden Grat oder Hügel über dem Garnock, etwa drei Kilometer nordlich von Kilbirnie. Dieser brüllende Wasserlauf bestreicht zwei Seiten des Hügels, und der Tobel, durch den er fließt ist ganze 24 Meter tief; die Lage muss nach den alten Regeln der Kriegskunst Sicherheit und einfache Verteidigbarkeit miteinander verbunden haben. Der einzige Zugang zur Burg ist von Nordosten, wo die Hügelkette, auf der sie liegt, mit einem angrenzenden Feld verbunden ist. In einer Entfernung von etwa 30 Metern zeigt eine Vertiefung im Grund an, wo früher ein trockener Burggraben verlief, durch den, zusammen mit einer Zugbrücke, der Zugang gesichert war.“

1956 war dieser Burggraben noch 30 Meter lang und durchschnittlich 4 Meter tief und 8 Meter breit. 1964 fand man Beweise für ein kleines Gebäude, das zwischen dem Burggraben und der Burg lag, möglicherweise ein Bauernhaus.

„Den Grundriss dieser alten Festung konnte man bis vor Kurzem leicht erkennen und ein Teil der Außenmauern ist auch heute noch fast in originaler Höhe erhalten. Ihr Erscheinungsbild, als sie noch ganz waren, kann man sich noch ohne Schwierigkeiten vorstellen. Nach den Aufzeichnungen und Maßen, die man vor wenigen Jahren aufgenommen hat, kann die Burg generell als aus einem vierseitigen Turm und niedrigeren Gebäuden, die sich an seiner Ostseite erhoben, bestehend beschrieben werden. Der Eingang war auf der Ostseite von letzteren. Diese Fassade ist 14 Meter lang und etwa 7,3 Meter hoch. Ein Hof oder eine Passage, 18 Meter lang, liegt zwischen dem Eingang und dem Turm. Auf beiden Seiten davon gab es eine Flucht von zweistöckigen Wohngebäuden. Der Turm ist 13,7 Meter lang und 10 Meter breit und seine Höhe betrug mehr als 12 Meter.“

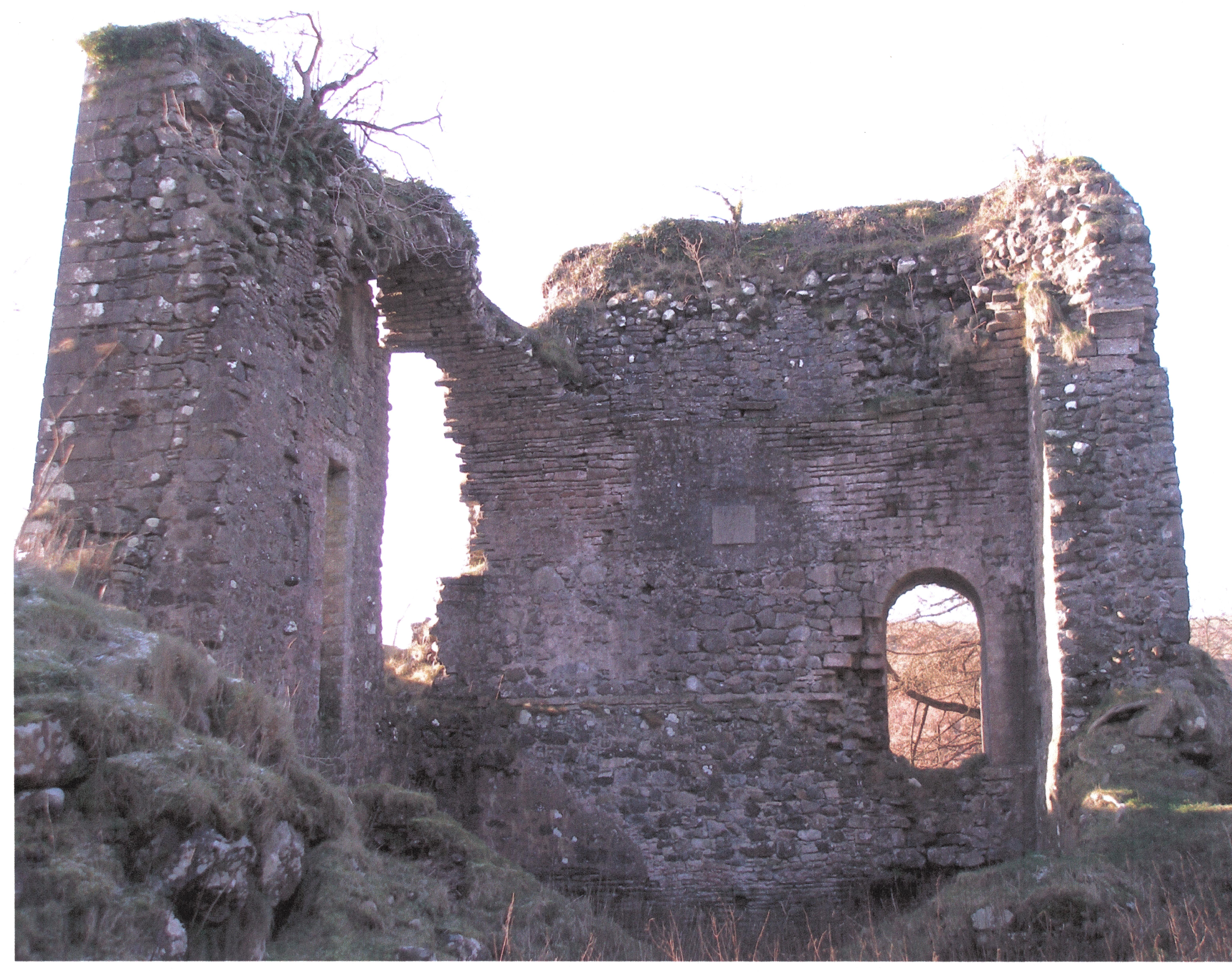
Die hintere Mauer des alten Donjons mit der Tafel, die an die Sicherung der Ruinen 1841 erinnert.

„Sein Obergeschoss, das als einziges Stockwerk noch zugänglich ist, bestand aus einem Rittersaal, der den gesamten Raum zwischen den Mauern ausfüllte, und einer eingebauten Decke, die 6 Meter hoch war. Fenster waren sowohl in den Mauern zum Hof als auch in den Außenmauern. Von einem der Fenster aus kann man die raue Kluft sehen, durch die der Garnock murmelt, und von zwei engen Öffnungen auf der Ostseite aus kann das Auge noch über den schönen und ausgedehnten Distrikt streifen, der den Namen der alten Burgherren trägt. Vom Rittersaal führte eine enge Wendeltreppe zum oberen Teil des Gebäudes, das von einer Brüstungsmauer umgeben war. In den Ruinen sind weder Schießscharten noch Kanonenstände zu entdecken, wie sie in gleichartigen alten Gebäuden üblich waren. Vielleicht war die Lage der Burg selbst so sicher, dass auf die üblichen Einrichtungen zur Abwehr eines Angriffes verzichtet werden konnte. Die Einheitlichkeit des Baustils aller befestigten Landhäuser, die vor der Entdeckung des Schießpulvers gebaut wurden, macht es schwierig, ihre genaue Bauzeit zu bestimmen. Wenige aber, die mit solchen Überresten feudaler Architektur konfrontiert sind, würden zögern, den Ruinen dieser Festung ein Alter zuzusprechen, das so hoch ist wie das irgendwelcher anderer Mauerreste im Westen Schottlands.“

John Smith schrieb in den 1890er-Jahren auf, dass sich über die Jahre unter der Burg ein beachtlicher Køkkenmødding aufgebaut habe; er bestand größtenteils aus Asche vom Verbrennen der typischen, örtlichen Kohle von minderer Qualität zusammen mit zerbrochenen Fragmenten von Fliesen und gemustertem Glas mit gebrochenen und aufgerauten Kanten.
Direkt unterhalb der Burgruine im Garnock liegt der Garrat's Linn. „Linn“ ist der schottische Ausdruck für einen Pool im Fluss.
Glengarnock Castle gilt als Scheduled Monument.